# Hux Flux
Hux Flux ist eine schwedische Band, welche von Dennis Tapper, Henric Fietz, Jonas Bergvall, Jonas Pettersson und Johan Krafft im Jahre 1998 gegründet wurde. Ihre Musik kann als eine Mischung aus Psychedelic Trance und Goa-Trance bezeichnet werden. Die Band ist ebenfalls für ihren teilweise ungewöhnlichen und sehr eigenen Sound bekannt. Nach der Veröffentlichung des ersten Albums Cryptic Crunch verließen Bergvall, Pettersson und Krafft die Band, um sich anderen Projekten zu widmen, 2018 starb Dennis Trapper.

## Diskografie

### EPs
- Motor (1998)
- Time Slices (1998)
- Perceptor (1998)
- Reflux (1999)
- STP Something (2000)
- ErrorHead (2000)
- Lex Rex Perplex (2000)

### Alben
- Cryptic Crunch (Koyote Records, 1999)
- Division By ZerØ (Spiral Trax, 2003)
- Circle Sine Sound (Z-Plane Records 2015)